# Carabodes similis
Carabodes similis är en kvalsterart som beskrevs av Ruiz, Subías och Kahwash 1989. Carabodes similis ingår i släktet Carabodes och familjen Carabodidae. Inga underarter finns listade.